# Scratch Books
Scratch Books is een Nederlandse uitgeverij van stripverhalen en graphic novels. Scratch Books werd in 2014 opgericht door Wiebe Mokken. Tekenaar Joost Swarte is bij de uitgeverij betrokken als adviseur.
Uitgeverij Scratch Books geeft boeken uit van stripauteurs van binnen en buiten Nederland. Het betreft boeken van zowel debuterende auteurs als heruitgaven van stripklassiekers.

## Reeksen (selectie)
- Andy
- Chlorophyl
- Heinz
- Hilda
- Jan Kordaat
- De Kennedy Files

## Auteurs (selectie)
- Peter van Dongen
- Erik de Graaf
- Aimée de Jongh
- Reinhard Kleist
- Erik Kriek
- Benjamin Renner
- Mark Smeets
- Joost Swarte
- Jan Vriends